# Парипси (Польща)
Парипси (пол. Parypse) — село в Польщі, у гміні Холм Холмського повіту Люблінського воєводства. Населення — 245 осіб (2011).

## Історія
За даними етнографічної експедиції 1869—1870 років під керівництвом Павла Чубинського, у селі здебільшого проживали греко-католики, які розмовляли українською мовою.
У 1975—1998 роках село належало до Холмського воєводства.

## Демографія
Демографічна структура станом на 31 березня 2011 року:
|          | Загалом | Допрацездатний вік | Працездатний вік | Постпрацездатний вік |
| -------- | ------- | ------------------ | ---------------- | -------------------- |
| Чоловіки | 120     | 22                 | 87               | 11                   |
| Жінки    | 125     | 23                 | 81               | 21                   |
| Разом    | 245     | 45                 | 168              | 32                   |